# Podjavorník
Podjavorník je osada a místní část obce Papradno v okrese Považská Bystrica.
Nachází se v prostředí pohoří Javorníky, pod hlavním hřebenem, 3 kilometry od nejvyššího vrcholu Javorníků, Veľkého Javorníku, v pramenné oblasti říčky Papradnianky.
Zachovaná dřevěná lidová architektura kopaničářského osídlení se postupně mění na rekreační objekty. V okolí Podjavorníka se nachází několik osad, z nichž největší je osada Kŕžeľ. Další osady jsou Chuchmalovce Bartkovce, Hruškovce, Hanajovce a Levčovce.
Podjavorník je v současnosti rekreační oblastí s možnostmi letní i zimní turistiky. Stojí tam i zrekonstruovaný hotel Podjavorník s možností ubytování. V blízkosti hotelu je lyžařský vlek s nejdelší tratí v okolí (920 m) a 1 dětský vlek. Žlutě označený turistický chodník a lyžařská turistická trasa vedou na hřeben Javorníků.